# Danny Ongais
Danny Ongais (ur. 21 maja 1942 w Kahului, zm. 26 lutego 2022 w Anaheim Hills) –amerykański kierowca wyścigowy.

## Życiorys
Ongais urodził się na Hawajach po wybuchu II wojny światowej. W młodości ścigał się motocyklami oraz służył w Armii Stanów Zjednoczonych jako spadochroniarz. W połowie lat 60. zaangażował się w wyścigi dragsterów w południowej Kalifornii, początkowo jako mechanik, a później jako kierowca. W 1964 roku wybudował własny samochód i wystawił go w imprezie Winternationals, gdzie pokonał Mickeya Thompsona. Później wraz z Thompsonem ustanowił Fordem Mustangiem Mach 1 serię rekordów szybkości. W 1965 roku stał się pierwszym Amerykaninem, który w Europie pokonał barierę 200 mph.
W 1974 roku ścigał się Lolą T300 Eddy'ego O'Briena w regionalnych i narodowych mistrzostwach SCCA, gdzie w 15 startach wygrywał 12 razy. Przyciągnęło to uwagę biznesmena Teda Fielda, prezesa firmy Interscope. Na 1975 Field zatrudnił Ongaisa do swojego zespołu Interscope Racing w Formule 5000. W 1977 roku Ongais ścigał się w wyścigach USAC samochodem Parnelli, wygrywając wyścig w Michigan. W tym czasie uczestniczył też Porsche 934 w wyścigach IMSA.
Pod koniec roku 1977 Interscope wykupił mu miejsce w zespole Formuły 1 Penske na dwa północnoamerykańskie wyścigi. Ongais zdołał ukończyć Grand Prix Kanady na siódmym miejscu. W następnym roku ścigał się w USAC i Formule 1. W amerykańskiej serii wygrał pięć wyścigów i prowadził w Indianapolis 500, zanim wycofał się z zawodów. W Formule 1 wystartował w czterech Grand Prix, ale bez sukcesów.
Na początku roku 1979 odniósł Porsche 935 wraz z Fieldem i Hurleyem Haywoodem zwycięstwo w wyścigu 24h Daytona. Ścigał się w tamtym roku w serii IndyCar. Po sezonie 1988 wycofał się ze ścigania. W roku 1996 powrócił do Indianapolis 500 po tym, gdy Scott Brayton zginął w treningach przed wyścigiem i John Menard poprosił go o zastępstwo. Ongais był siódmy w wyścigu. W 2002 roku uczestniczył w serii GrandAm.

## Wyniki
| Legenda oznaczeń w tabelach wyników Wyświetl szablon na nowej stronie | Legenda oznaczeń w tabelach wyników Wyświetl szablon na nowej stronie                                                                     |
| Oznaczenie                                                            | Wyjaśnienie |
| --------------------------------------------------------------------- | --- |
| Złoty                                                                 | Zwycięzca lub mistrzostwo |
| Srebrny                                                               | 2. miejsce lub wicemistrzostwo |
| Brązowy                                                               | 3. miejsce lub II wicemistrzostwo |
| Zielony                                                               | Ukończył, punktował (w klasyfikacji generalnej, gdy zdobył co najmniej jeden punkt na przestrzeni sezonu, poza trzema powyższymi opcjami) |
| Niebieski                                                             | Ukończył, nie punktował (w klasyfikacji generalnej, gdy nie zdobył co najmniej jednego punktu na przestrzeni sezonu)                      |
| Czerwony                                                              | Nie zakwalifikował się (NZ) |
| Czerwony                                                              | Nie prekwalifikował się (NPK) |
| Różowy                                                                | Nie ukończył (NU) |
| Różowy                                                                | Niesklasyfikowany (NS) (w klasyfikacji generalnej, gdy nie został sklasyfikowany w żadnym wyścigu sezonu)                                 |
| Czarny                                                                | Zdyskwalifikowany (DK) |
| Czarny                                                                | Wykluczony (WYK/EX) |
| Biały                                                                 | Nie wystartował (NW) |
| Biały                                                                 | Kontuzjowany (K/INJ) |
| Biały                                                                 | Wyścig odwołany (OD/C) |
| Bez koloru                                                            | Został wycofany (WYC/WD) |
| Bez koloru                                                            | Nie przybył (NP/DNA) |
| Bez koloru                                                            | Nie brał udziału w treningach (NT/DNP) |
| Bez koloru                                                            | Nie został zgłoszony (–) |
| Pogrubienie                                                           | Start z pole position |
| Kursywa                                                               | Najszybsze okrążenie wyścigu |
| †                                                                     | Nie ukończył, ale jego rezultat został zaliczony ze względu na przejechanie więcej niż 90% dystansu wyścigu.                              |
| *                                                                     | Sezon w trakcie |
| 1/2/3                                                                 | Punktowana pozycja w sprincie kwalifikacyjnym                                                                                             |
| Lista systemów punktacji Formuły 1                                    | |

### Formuła 1
| Rok  | Zespół             | Samochód    | Silnik | Wyniki w poszczególnych eliminacjach | Wyniki w poszczególnych eliminacjach | Wyniki w poszczególnych eliminacjach | Wyniki w poszczególnych eliminacjach | Wyniki w poszczególnych eliminacjach | Wyniki w poszczególnych eliminacjach | Wyniki w poszczególnych eliminacjach | Wyniki w poszczególnych eliminacjach | Wyniki w poszczególnych eliminacjach | Wyniki w poszczególnych eliminacjach | Wyniki w poszczególnych eliminacjach | Wyniki w poszczególnych eliminacjach | Wyniki w poszczególnych eliminacjach | Wyniki w poszczególnych eliminacjach | Wyniki w poszczególnych eliminacjach | Wyniki w poszczególnych eliminacjach | Wyniki w poszczególnych eliminacjach | Msc. | Pkt. |
| ---- | ------------------ | ----------- | ------ | ------------------------------------ | ------------------------------------ | ------------------------------------ | ------------------------------------ | ------------------------------------ | ------------------------------------ | ------------------------------------ | ------------------------------------ | ------------------------------------ | ------------------------------------ | ------------------------------------ | ------------------------------------ | ------------------------------------ | ------------------------------------ | ------------------------------------ | ------------------------------------ | ------------------------------------ | ---- | ---- |
| 1977 |                    |             |        | Argentyna                            | Brazylia                             |                                      | Stany Zjednoczone                    |                                      | Monako                               | Belgia                               | Szwecja                              | Francja                              | Wielka Brytania                      | Niemcy                               | Austria                              | Holandia                             | Włochy                               | Stany Zjednoczone                    | Kanada                               | Japonia                              | 25   | 0    |
| 1977 | Interscope Racing  | Penske PC4  | Ford   | -                                    | -                                    | -                                    | -                                    | -                                    | -                                    | -                                    | -                                    | -                                    | -                                    | -                                    | -                                    | -                                    | -                                    | NU                                   | 7                                    | -                                    | 25   | 0    |
| 1978 |                    |             |        | Argentyna                            | Brazylia                             |                                      | Stany Zjednoczone                    | Monako                               | Belgia                               |                                      | Szwecja                              | Francja                              | Wielka Brytania                      | Niemcy                               | Austria                              | Holandia                             | Włochy                               | Stany Zjednoczone                    | Kanada                               |                                      | NS   | 0    |
| 1978 | Team Tissot Ensign | Ensign N177 | Ford   | NU                                   | NU                                   | -                                    | -                                    | -                                    | -                                    | -                                    | -                                    | -                                    | -                                    | -                                    | -                                    | -                                    | -                                    | -                                    | -                                    |                                      | NS   | 0    |
| 1978 | Interscope Racing  | Shadow DN9  | Ford   | -                                    | -                                    | -                                    | NPK                                  | -                                    | -                                    | -                                    | -                                    | -                                    | -                                    | -                                    | -                                    | NPK                                  | -                                    | -                                    | -                                    |                                      | NS   | 0    |

### Indianapolis 500
| Rok  | Nr | Start. | Msc. | Okr. | Lider | Uwagi       |
| ---- | -- | ------ | ---- | ---- | ----- | ----------- |
| 1977 | 25 | 7      | 20   | 90   | 0     | silnik      |
| 1978 | 25 | 2      | 18   | 145  | 71    | tłok        |
| 1979 | 25 | 27     | 4    | 199  | 0     |             |
| 1980 | 25 | 16     | 7    | 199  | 0     |             |
| 1981 | 25 | 21     | 27   | 64   | 4     | wypadek     |
| 1982 | 25 | 9      | 22   | 62   | 1     | wypadek     |
| 1983 | 25 | 21     | 21   | 101  | 0     | prowadzenie |
| 1984 | 25 | 11     | 9    | 193  | 3     |             |
| 1985 | 25 | 17     | 17   | 141  | 0     | silnik      |
| 1986 | 25 | 16     | 23   | 136  | 0     | zapłon      |
| 1987 | 25 | NZ     |      |      |       |             |
| 1996 | 32 | 33     | 7    | 197  | 0     |             |
| 1998 | 81 | NZ     |      |      |       |             |